# Josef Correck
Josef Correck (* 15. April 1892; † 8. Juni 1948 in Hannover) war ein deutscher Opernsänger.

## Leben und Wirken
Nach dem Schulbesuch nahm er eine Gesangsausbildung auf. Als Opernsänger war er von 1919 bis 1924 am Stadttheater in Essen, danach bis 1926 am Staatstheater in Dresden und bis 1928 am Stadttheater in Chemnitz tätig. Im Anschluss hatte er ein Engagement als Kammersänger an den Städtischen Bühnen in Hannover. 1944 wurde er bei einem Luftangriff auf Hannover verwundet und musste ins Krankenhaus eingeliefert werden, wo er den Beschäftigten einen Liederabend im Beisein seiner Ehefrau Köthe Correck gab.